# Ozonafbrekend vermogen
Het ozonafbrekend vermogen van een chemische stof, is een getal dat het relatief vermogen aangeeft van die stof om de ozonlaag af te breken, ten opzichte van trichloorfluormethaan (CFC-11), waarvan het ozonafbrekend vermogen per definitie vastgesteld is op 1,0. Het is dus het globale verlies aan stratosferische ozon door een bepaalde hoeveelheid van de chemische stof, gedeeld door het globale ozonverlies door eenzelfde hoeveelheid CFC-11.
Men gebruikt voor ozonafbrekend vermogen de afkorting ODP, van de Engelse term Ozone depletion potential. ODP's van ozonafbrekende stoffen zijn vastgesteld door het Protocol van Montreal. Het zijn geschatte waarden op basis van wiskundige modellen, en kunnen herzien worden aan de hand van nieuwe wetenschappelijke kennis.
Het ozonafbrekend vermogen houdt verband met de chemische samenstelling van de stof. Broomhoudende halonen hebben een hoog ODP, omdat broom agressiever reageert met ozon dan chloor. Het ODP van broomtrifluormethaan (halon-1301) bijvoorbeeld is 10; dat van dibroomtetrafluorethaan (halon-2402) is 6. Niet volledig gehalogeneerde chloorfluorkoolwaterstoffen hebben een laag ODP vanwege de aanwezigheid van waterstof waardoor ze reeds in de troposfeer reageren en minder kans hebben om de stratosfeer te bereiken. Het ODP van trichloorfluorethaan (HCFC-131) bijvoorbeeld is 0,05; dat van tetrachloordifluorpropaan (HCFC-232) is 0,1.